# Lino Venturi
Lino Venturi (Rimini, 16 giugno 1927 – Coriano, 19 marzo 1986) è stato un politico italiano.

## Biografia
Ferroviere, nel 1968 viene candidato al Senato nella lista PCI-PSIUP. Inizialmente non risulta eletto, ma il 15 marzo 1969 - dopo la morte del senatore Agide Samaritani - subentra a Palazzo Madama, dove rappresenta il PSIUP sino al termine della Legislatura nel 1972.